# Hippolais
Hippolais é um gênero de aves passeriformes da família Acrocephalidae.

## Espécies
- Hippolais languida
- Felosa-das-oliveiras, Hippolais olivetorum
- Felosa-poliglota, Hippolais polyglotta
- Felosa-icterina, Hippolais icterina